# Noveleta
Noveleta is een gemeente in de Filipijnse provincie Cavite. Bij de laatste census in 2007 had de gemeente ruim 39 duizend inwoners.

## Geografie

### Bestuurlijke indeling
Noveleta is onderverdeeld in de volgende 16 barangays:
| - Magdiwang - Poblacion - Salcedo I - Salcedo II - San Antonio I - San Antonio II - San Jose I - San Jose II | - San Juan I - San Juan II - San Rafael I - San Rafael II - Santa Rosa I - Santa Rosa II - San Rafael III - San Rafael IV |

## Demografie
Noveleta had bij de census van 2007 een inwoneraantal van 39.294 mensen. Dit zijn 7.335 mensen (23,0%) meer dan bij de vorige census van 2000. De gemiddelde jaarlijkse groei komt daarmee uit op 2,89%, hetgeen hoger is dan het landelijk jaarlijks gemiddelde over deze periode (2,04%). Vergeleken met de census van 1995 is het aantal mensen met 11.988 (43,9%) toegenomen.

De bevolkingsdichtheid van Noveleta was ten tijde van de laatste census, met 39.294 inwoners op 16,43 km², 2391,6 mensen per km².